# Martha Muusses
Martha Adriana Muusses (Purmerend, 27 september 1894 – Laren, 27 oktober 1981) was een Nederlands dichter, vertaler en docent en lector Nederlandse taal- en letterkunde in Zweden.

## Jeugd
Zij was de dochter van boekenhandelaar, uitgever en oud-onderwijzer Jan Muusses (1847–1909) en diens tweede echtgenote Trijntje Ruardi (1860–1920). Martha Muusses groeide op in Purmerend. Toen zij net 15  jaar was, overleed haar vader.

## Opleiding

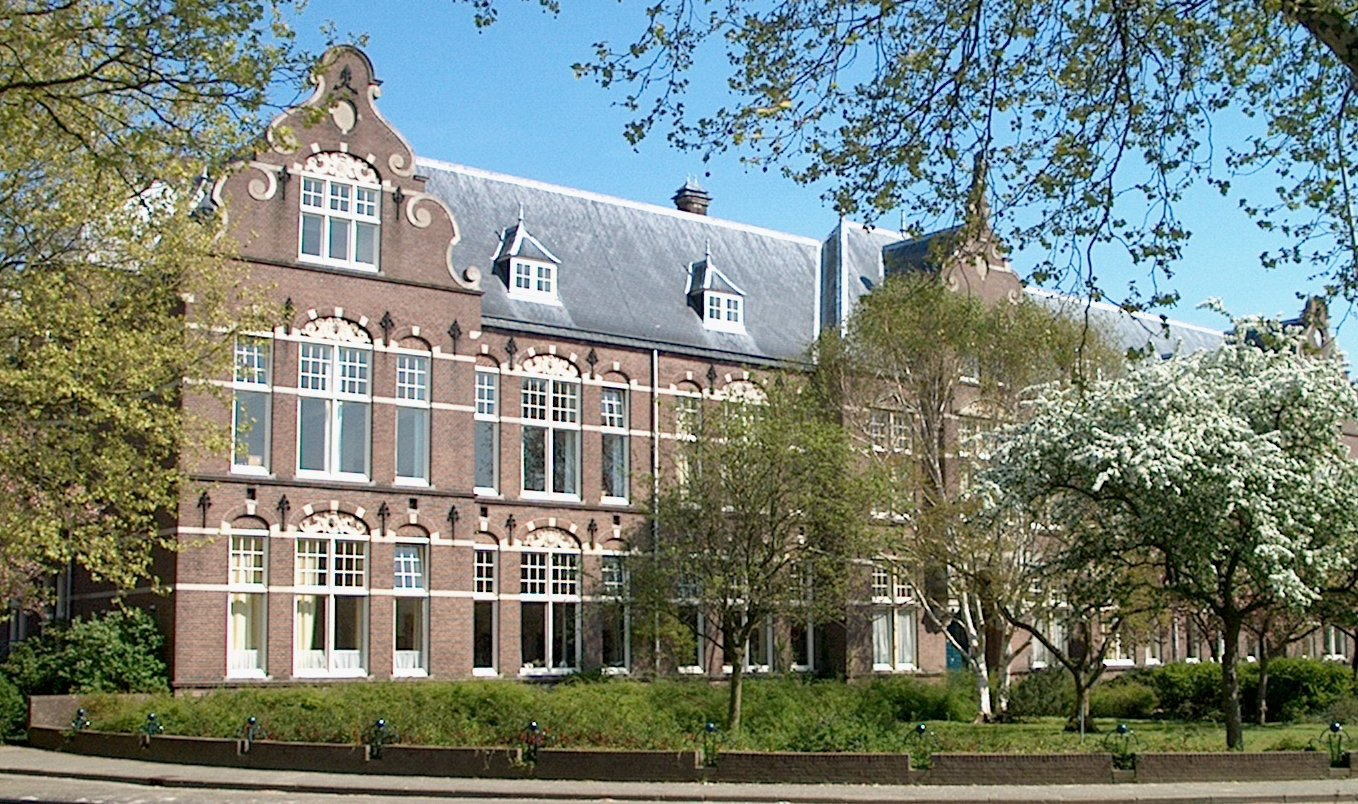
voormalige HBS in Hoorn

Na de lagere school ging Muusses naar de HBS in Hoorn. Vervolgens schreef zij zich in aan de faculteit Letteren van de Universiteit Utrecht, waar zij Nederlandse taal- en letterkunde en Sanskriet studeerde. Aansluitend aan haar studie deed zij een promotieonderzoek. Tussentijds ging zij een jaar bij haar moeder wonen, die naar de Henegouwerlaan 33a in Rotterdam was verhuisd. In die periode was Martha Muusses docent Nederlands aan de Rotterdamse HBS. In 1920 promoveerde ze bij Willem Caland aan de Universiteit Utrecht op de dissertatie ‘Koecultus bij de Hindoes’.

## Carrière
Enkele maanden voor haar promotie was Muusses’ moeder overleden en in het najaar vertrok zijzelf naar Nederlands-Indië. Daar was zij 5 jaar werkzaam als archeoloog bij de Oudheidkundige Dienst van Nederlands-Indië (1921–1926). Ook werd zij secretaris en bibliothecaris van het prestigieuze Koninklijk Bataviaasch Genootschap van Kunsten en Wetenschappen. Op 26 maart 1926 kreeg ze eervol ontslag en keerde terug naar Nederland, om nog hetzelfde jaar naar Zweden te emigreren.

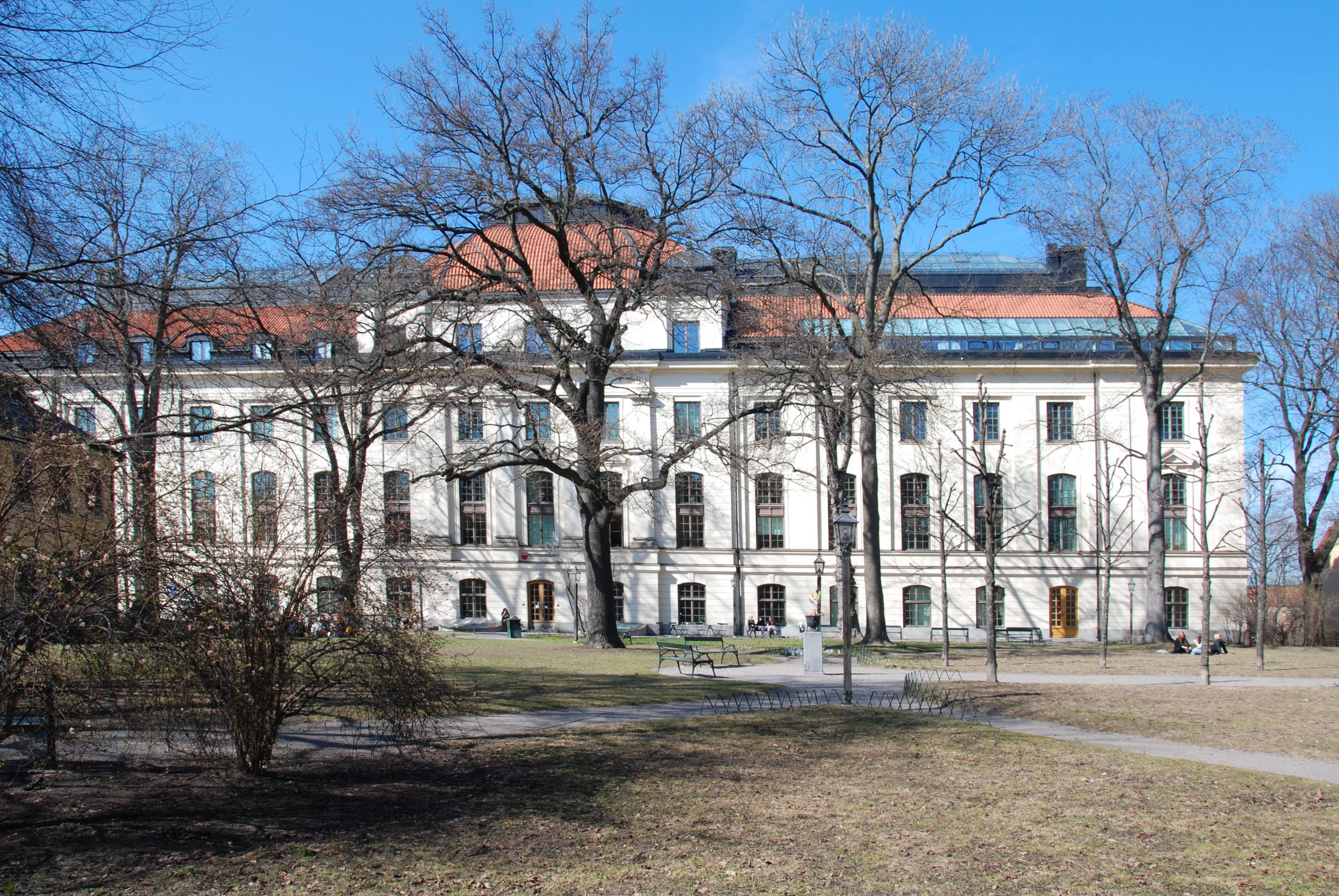
Stockholms högskola

In 1927 en 1928 studeerde Martha Muusses Scandinavische filologie aan de Universiteit van Uppsala. Daarna ging zij naar Kopenhagen, waar ze aan de Universiteit van Kopenhagen als assistent van professor L.L. Hammerich onderwijs gaf in Nederlands. Met Hammerich schreef Muusses een beknopte Nederlandse grammatica. Anderhalf jaar later kreeg zij een baan aangeboden als docent Nederlands aan de Hogeschool van Stockholm en in 1941 ook aan de universiteit van Uppsala. Daarnaast gaf zij in de periode 1944-1946 cursussen in Göteborg.
‘Buitenlandse lectoraten’, onder meer voor het Nederlands, zijn in Zweden in 1947 geïnstalleerd, een aan de universiteiten van Uppsala en Stockholm en een tweede aan de universiteiten van Lund en Göteborg. Muusses werd geïnaugureerd voor het lectoraat Uppsala/Stockholm en bekleedde deze positie tot 1962, toen zij is opgevolgd door Jaap de Rooij.
Ook na haar pensionering bleef zij, als Zweeds staatsburger, in Stockholm wonen. In 1971 ging zij terug naar Nederland en verbleef in het Rosa Spier Huis te Laren. Haar vermogen tot communiceren ging sindsdien sterk achteruit. Martha Muusses overleed daar in het najaar van 1981. Zij is gecremeerd op ‘Daelwijck’ te Utrecht (30 oktober 1981).

## Dichterschap
“Ze heeft Nederlandse gedichten in het Zweeds vertaald en vice versa.” Zo vertaalde zij poëzie van Erik Axel Karlfeldt en schreef een biografie over hem. In 1948 verscheen de door Muusses samengestelde en vertaalde bundel Scherenkust – Zweedse gedichten van deze tijd. En in Maatstaf van 1954–1955 is een essay van Muusses gepubliceerd getiteld Drie Scandinavische dichters.
Zelf schreef zij ook gedichten. Mea Verwey had werk van Muusses uitverkoren voor haar eerste Nederlandse bloemlezing samengesteld door een vrouw en uitsluitend bestaand uit vrouwenpoëzie ‘Het Witte Schip’. Kornelis ter Laan classificeerde haar als een dichter uit de school van Verweij. Amy van Marken onderstreepte haar verwantschap met Slauerhoff.

## Betekenis als cultuurbemiddelaar
Muusses “was van grote waarde voor de bekendmaking van de Nederlandse literatuur in Zweden”. De ontvangst van Nederlandse literatuur in het buitenland vormde in 2004 het onderwerp van een lezing gehouden door Petra Broomans op een symposium aan de Rijksuniversiteit Groningen. Zij noemt Martha Muusses daarin een ‘cultuurbemiddelaar’ en geeft aan dat “het haar persoonlijke missie was om de Nederlandse literatuur in Zweden te introduceren”. Na de Tweede Wereldoorlog publiceerde Muusses in 1946 over Nederlandse literatuur in Europas litteraturhistoria 1918-1939 en schreef ze in 1947 Hollands litteraturhistoria. Daarmee was haar missie geslaagd.
Haar literaire nalatenschap, die bij het Letterkundig Museum te Den Haag berust, bevat een lange reeks lezingmanuscripten over uiteenlopende onderwerpen binnen de Nederlandse taal- en letterkunde en de cultuurgeschiedenis van ons land.— Amy van Marken
Illustratief voor Muusses’ initiatief is de gala–avond waarmee de door haar, in samenwerking met de Nederlandse ambassade en de universiteit van Uppsala, opgezette Holland–Week in januari 1945 werd afgesloten; deze resulteerde naast bekendheid voor de Nederlandse cultuur ook in hulp aan bezet Nederland tijdens de hongerwinter.

## Bibliografie (selectie)

Hindoe-Javaanse sculptuur uit Kediri (Museum van het Koninklijk Bataviaasch Genootschap van Kunsten en Wetenschappen)

## Onderscheidingen

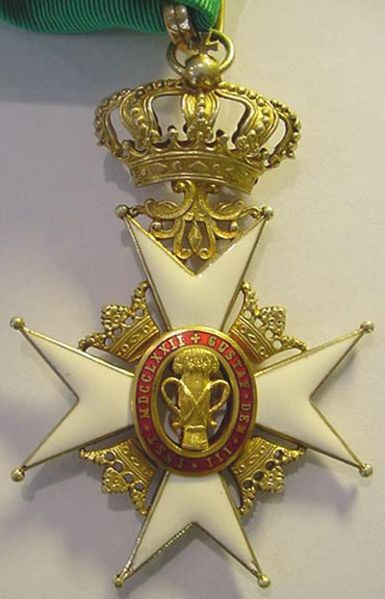
Kleinood bij de Orde van Vasa

Martha Muusses was lid van diverse genootschappen, zoals de KNAW (vanaf 1948), de Maatschappij der Nederlandse Letterkunde (vanaf 1933) en het Provinciaal Utrechts Genootschap van Kunsten en Wetenschappen (vanaf 1923).
Daarnaast werd zij benoemd tot Ridder in de Orde van Oranje-Nassau (K.B. 22 april 1950/no.4). Later volgde een benoeming tot lid in de Zweedse Orde van Vasa (Eerste Klasse).